# Diospyrales
Diospyrales is de botanische naam van een orde van bloeiende planten. De naam is gevormd vanuit de familienaam Diospyraceae.
Het Wettstein-systeem gebruikte deze naam voor een orde met de volgende samenstelling:
- orde Diospyrales
  - familie Ebenaceae
  - familie Hoplestigmataceae
  - familie Styracaceae
  - familie Symplocaceae
  - familie Sapotaceae

Dus voor een orde die sterk vergelijkbaar is met de orde Ebenales in traditionele systemen van plantentaxonomie. Het APG II-systeem (2003) erkent niet een orde onder deze naam; aldaar worden deze families ingedeeld in de (veel grotere) orde Ericales (met uitzondering van de Hoplestigmataceae).